# Ostermiething
Ostermiething è un comune austriaco di 3 292 abitanti nel distretto di Braunau am Inn, in Alta Austria; ha lo status di comune mercato (Marktgemeinde).